# Demetri Mitchell
Demetri Karim Mitchell (ur. 11 stycznia 1997 w Manchesterze) – angielski piłkarz występujący na pozycji obrońcy.

## Kariera klubowa
7 maja 2017 roku trafił po raz pierwszy na ławkę rezerwowych podczas meczu Premier League przeciwko Arsenalowi przegranym przez Manchester United 2:0. W Manchesterze United zadebiutował 21 maja 2017 roku w wygranym 2:0 meczu przeciwko Crystal Palace, rozgrywając całe spotkanie. 11 stycznia 2018 roku został wypożyczony do szkockiego klubu Heart of Midlothian.

## Kariera reprezentacyjna
21 maja 2014 roku wraz z Reprezentacją Anglii do lat 17 udało mu się sięgnąć po Mistrzostwo Europy, gdzie w finale pokonali Holandię po remisie i zwycięstwie w rzutach karnych 4:1. 

## Statystyki

### Klubowe
(aktualne na dzień 11 stycznia 2018)
| Klub                       | Sezon              | Liga                 | Liga  | Liga   | Puchar Anglii | Puchar Anglii | Puchar ligi | Puchar ligi | Europa | Europa | Inne  | Inne   | Suma  | Suma   |
| Klub                       | Sezon              | Liga                 | Mecze | Bramki | Mecze         | Bramki        | Mecze       | Bramki      | Mecze  | Bramki | Mecze | Bramki | Mecze | Bramki |
| -------------------------- | ------------------ | -------------------- | ----- | ------ | ------------- | ------------- | ----------- | ----------- | ------ | ------ | ----- | ------ | ----- | ------ |
| Manchester United          | 2016/17            | Premier League       | 1     | 0      | 0             | 0             | 0           | 0           | 0      | 0      | 0     | 0      | 1     | 0      |
| Heart of Midlothian (wyp.) | 2017/18            | Scottish Premiership | 23    | 0      | 0             | 0             | 0           | 0           | –      | –      | 0     | 0      | 0     | 0      |
| Ogólnie w karierze         | Ogólnie w karierze | Ogólnie w karierze   | 24    | 0      | 0             | 0             | 0           | 0           | 0      | 0      | 0     | 0      | 1     | 0      |

## Sukcesy

### Reprezentacja
- Mistrzostwo Europy U-17: 2014